# Skaill-Hort

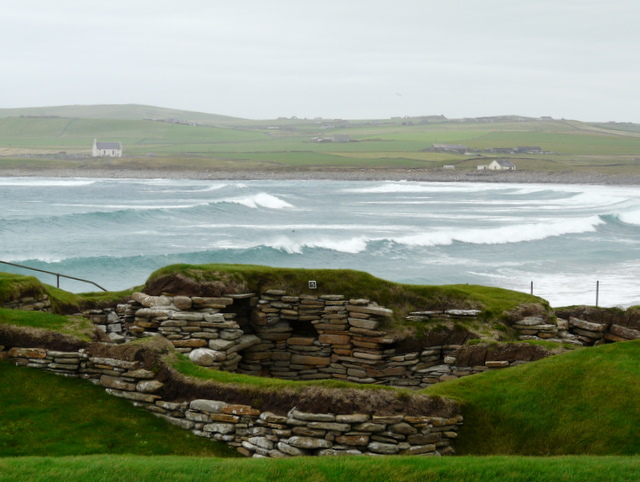
Die Skaill Bay mit Skara Brae im Vordergrund

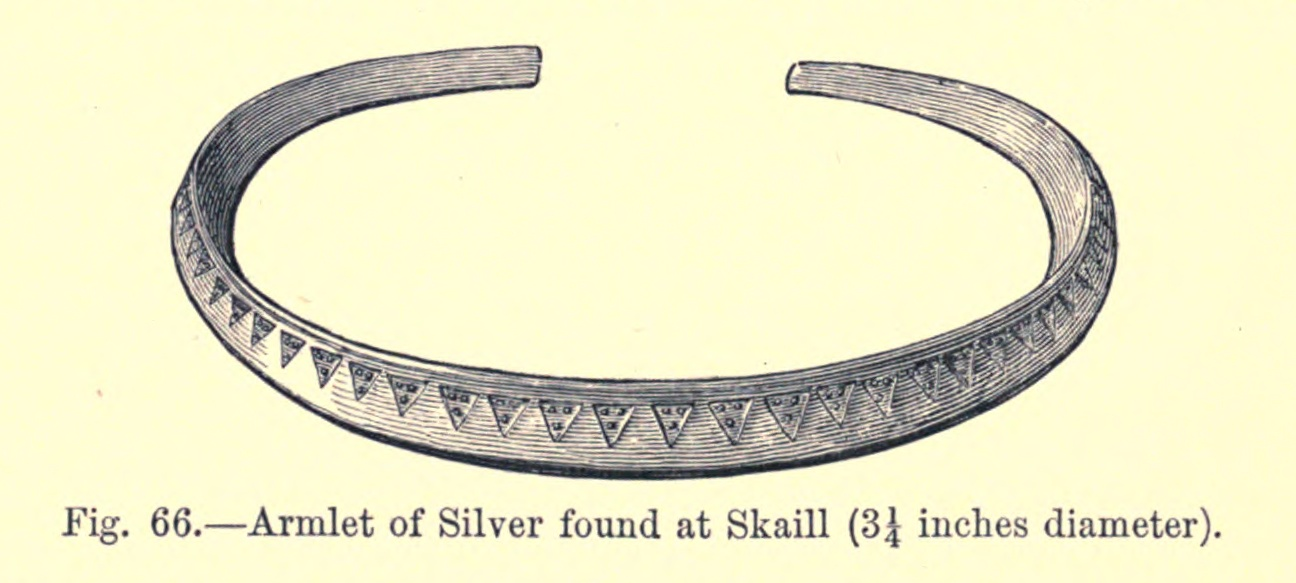
Armreif von Skaill – Anderson 1883

Der etwa im Jahre 950 entäußerte Skaill-Hort (deutsch „Hortfund von Skaill“) wurde 1858, in der Nähe der St Peter’s Kirk in Sandwick, im Westen der Hauptinsel Mainland der Orkney in Schottland in einem Kaninchenbau entdeckt. Der Name Skaill kommt auf Orkney drei Mal vor.
Die beiden Finder gruben über 100 Stücke (etwa 7,5 kg) des bis heute größten Wikingerhortes Schottlands aus. Er besteht überwiegend aus Armbändern, Barren, Fibeln, Hacksilber und Münzen aus Silber. Zwei Münzen sind gut erhalten und gehören ins 10. Jahrhundert, eine stammt von dem angelsächsischen König Æthelstan (König bis 939). Vier Münzen des Kalifats der Abbasiden datieren von 887 bis 945 der Rest besteht aus sieben Fragmenten kufischer Münzen. Der größere Teil des Hortes befindet sich heute im National Museum of Scotland in Edinburgh.